# Hinduisme a Espanya

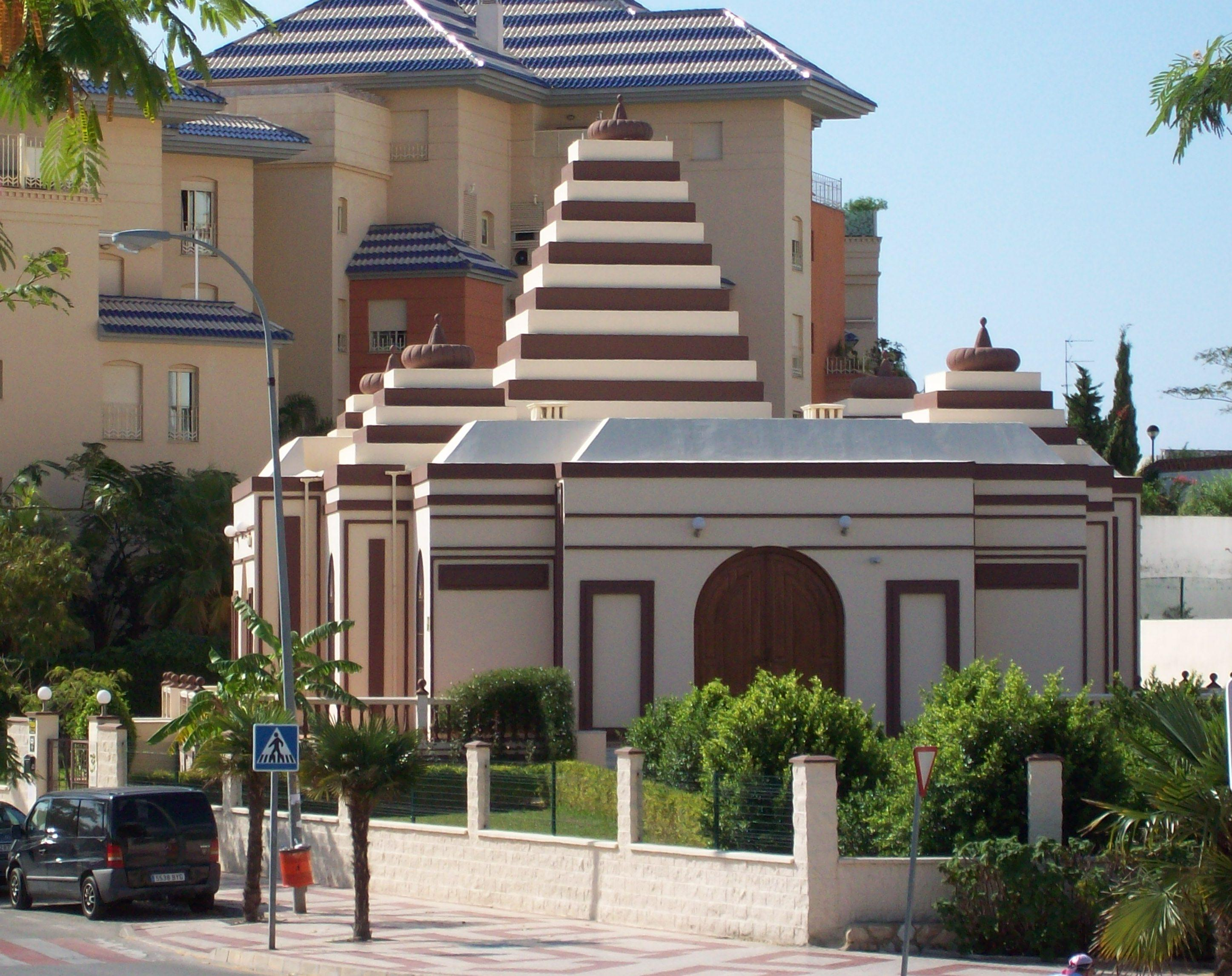
Un temple hindú a Benalmádena, a la província de Màlaga.

L'hinduisme és una religió minoritària a Espanya.

## Comunitat
Actualment hi ha uns 50.000 hindús a Espanya, uns 25.000 de l'Índia, 5.000 d'Europa de l'Est i Llatinoamèrica i 10.000 espanyols. També hi ha petites comunitats de hindús del Nepal (al voltant de 200) i Bangladesh (al voltant de 500). Els membres de la comunitat índia s'on uns 30.000, al voltant del 0,04% de la població.
També hi ha al voltant de 40 temples/llocs de culte hindús a Espanya. El primer temple hindú a la ciutat de Ceuta es va completar el 2007. Hi ha temples ISKCON Krishna a Barcelona, Madrid, Màlaga, Tenerife i Brihuega juntament amb un restaurant Krishna a Barcelona.

#### Federació Hindú d'Espanya (FHE)
La FHE es va formar el 2017. Els seus objectius inclouen unir els hindús, promoure i defensar l'hinduisme i també desafiar i corregir la tergiversació acadèmica de l'hinduisme.